# Lissonota thuringiaca
Lissonota thuringiaca är en stekelart som först beskrevs av Otto Schmiedeknecht 1900.  Lissonota thuringiaca ingår i släktet Lissonota, och familjen brokparasitsteklar. Inga underarter finns listade.